# Carl Fredrik Piper (1700–1770)
Carl Fredrik Piper, född 20 februari 1700 i Stockholm, död 27 augusti 1770 på Krageholm, var en svensk greve och ämbetsman.

## Biografi
Carl Fredrik Piper var son till Carl Piper (1647–1716) och Christina Törne (1673–1752). Han blev vid tio års ålder student vid Uppsala universitet och nio år senare kammarherre hos drottning Ulrika Eleonora. 1727 blev han anställd vid Josias Cederhielms ambassad vid ryska hovet, blev 1733 kammarråd, 1742 hovkanslär, samt 1747 president av Kammarkollegium.
Vid faderns död 1716 ärvde han alla de Piperska godsen i Skåne, men var på 1720–1740-talen främst bosatt på sina gårdar i Stockholm, Piperska muren och Petersenska huset, därefter på Ängsö slott i Västmanland. Hans hem i Stockholm blev tillhåll för tidens intellektuella elit, och Piper var stormästare i Awazu- eller Wallassis-orden, där han till sekreterare hade Olof von Dalin, som vid sitt inträde var ordens enda ofrälse ledamot. Bland andra framstående ledamöter märktes Carl Gustaf Tessin, Adolf Mörner, Gustaf Bonde, Johan Christoffer von Düring, Georg Fredrik von Rosen, Claes Ekeblad, Charles Emil Lewenhaupt, med flera.
Piper invaldes 1748 som ledamot nummer 112 av Kungliga Vetenskapsakademien och var president i Kammarkollegium 1747–1756.

## Familj
Piper gifte sig 17 december 1731 med grevinnan Ulrika Christina Mörner af Morlanda (1709–1778), dotter till fältmarsklken Carl Gustaf Mörner af Morlanda och grevinnan Christina Anna Bielke. De fick tillsammans barnen Ulrika Fredrika Piper (1732–1791) som var gift med översten Otto Wilhelm Mörner af Morlanda, Christina Charlotta Piper (1734–1800), som var gift med översten Erik Brahe (1722–1756) och kanslipresidenten Ulric Scheffer, överkammarherren Carl Gustaf Piper (1737–1803) som var gift med grevinnan Hedvig Catharina Ekeblad (1746–1812), fänriken Fredrik Thure Piper (1741–1765) vid Kronprinsens regemente och kammarherren Adolf Ludvig Piper (1750–1795) som var gift med grevinnan Eva Sophia von Fersen.